# Evan Singletary
Evan Christopher Singletary (Baltimore, Maryland, 26 de septiembre de 1994) es un jugador de baloncesto estadounidense, que pertecece a la plantilla del ÍR Reykjavík. Mide 1,85 metros y juega en la posición de base.

## Trayectoria
Inició su carrera profesional en la Liga eslovaca con el Iskra Svit.
La temporada 2017-18 la juega con el SLUNETA Ústí nad Labem de la NBL checa. En 39 partidos tuvo unos promedios de 25.2 minutos, 11.1 puntos y 3.1 asistencias por partido.
En septiembre de 2018 ficha por el Hebraica Macabi Montevideo de la LUB uruguaya. Jugó 10 partidos, con unos promedios de 10,7 puntos y 3.8 asistencias por partido.
El 1 de marzo de 2019 regresa a la NBL checa para jugar con el JIP Pardubice.
El 21 de agosto de 2019 ficha por el ÍR Reykjavík de la Domino's deildin islandesa. En 20 partidos jugados promedió 22.25 puntos por partido, siendo el segundo máximo anotador de la liga, y 6.85 asistencias por encuentro.

## Clubes
- Iskra Svit (2016-2017)
- SLUNETA Ústí n/L (2017-2018)
- Hebraica Macabi Montevideo (2018-2019)
- JIP Pardubice (2019)
- ÍR Reykjavík (2019-actualidad)